# Balapallam
Balapallam é uma panchayat (vila) no distrito de Kanniyakumari , no estado indiano de Tamil Nadu.

## Demografia
Segundo o censo de 2001,  Balapallam  tinha uma população de 16,638 habitantes. Os indivíduos do sexo masculino constituem 49% da população e os do sexo feminino 51%. Balapallam tem uma taxa de literacia de 77%, superior à média nacional de 59.5%; com 50% para o sexo masculino e 50% para o sexo feminino. 11% da população está abaixo dos 6 anos de idade.